# Niamh Algar
Pour les articles homonymes, voir Algar (homonymie).
Niamh Algar, née le 28 juin 1992 à Mullingar, est une actrice irlandaise. 

## Biographie
Originaire de Mullingar, Niamh Algar est la plus jeune d'une famille de cinq enfants.
Elle étudie le design à l'Institut de technologie de Dublin (DIT). Elle est également  diplômée du programme d'interprétation à l'écran de la Bow Street Academy de Dublin,,.

## Filmographie

### Cinéma
- 2016 : Without Name de Lorcan Finnegan : Olivia
- 2017 : The Drummer and the Keeper de Nick Kelly : Ingrid
- 2021 : L'ombre de la violence de Nick Rowland : Ursula
- 2021 : Censor de Prano Bailey-Bond : Enid Baines
- 2021 : Un homme en colère de Guy Ritchie : Dana
- 2022 : Sweet Dreams de Carl Tibbetts
- 2022 : The Wonder de Sebastián Lelio : Kitty O'Donnell

### Télévision

#### Séries télévisées
- 2018 : The Bisexual de Desiree Akhavan et Rowan Riley : Tania (saison 1)
- 2019 : Pure de Kirstie Swain : Amber (saison 1)
- 2019 : The Virtues de Shane Meadows : Dinah (saison 1)
- 2019 : MotherFatherSon de Tom Rob Smith : Orla Green (saison 1)
- 2020 : Raised By Wolves de Aaron Guzikowski : Sue (saison 1)
- 2021 : L'Imposture (Deceit) de Emilia di Girolamo et Niall MacCormick : Sadie Byrne / Lizzie James (saison 1)
- 2023 : Culprits : Arnaque à l'anglaise de J Blakeson : Psycho (saison 1)
- 2024 : Mary and George : Sandie

## Distinctions
- 2020 : Prix de la meilleure actrice dans un rôle principal aux IFTA Film & Drama Awards pour The Virtues[4].
- 2020 : Prix de la meilleure actrice dans un second rôle aux IFTA Film & Drama Awards pour Calm with Horses[5].
- 2021 : Nommée pour le prix de la meilleure actrice dans un second rôle aux BAFTA  Awards pour Calm with Horses.
- 2021 : Nommée pour le prix de la meilleure actrice dans un rôle principal aux IFTA Film & Drama Awards pour Censor.
- 2021 : Nommée pour le prix de la meilleure actrice dans un rôle principal aux IFTA Film & Drama Awards pour Deceit.
- 2021 : Nommée pour le prix de la meilleure actrice dans un rôle principal aux BAFTA  Awards pour Deceit.
- 2021 : Nommée pour le prix de la meilleure actrice dans un second rôle aux BAFTA  Awards pour  L'ombre de la violence.